# Politikåret 1935

## Händelser
- 16 mars - Adolf Hitler tillkännager, att Tyskland kommer att återupprusta, vilket strider mot Versaillesfördraget.
- 20 mars - Johan Nygaardsvold efterträder Johan Ludwig Mowinckel som Norges statsminister.[1]
- 7 juni - Ramsay MacDonald efterträder Ramsay MacDonald som Storbritanniens premiärminister.[2]
- 23 oktober - William Lyon Mackenzie King efterträder Richard Bedford Bennett som Kanadas premiärminister.[3]
- 15 november - Filippinska samväldet grundas.[4]
- 5 december - Michael Joseph Savage efterträder George Forbes som Nya Zeelands premiärminister.[5]

## Val
- 14 november - Storbritannien går till parlamentsval. Resultatet blir ännu en stor majoritet för den nationella koalitionsregeringen, om än något minskad sedan förra valet. Det största oppositionspartiet, Labour, går framåt.

## Organisationshändelser
- Okänt datum – Lanka Sama Samaja Party bildas på Sri Lanka.
- Okänt datum – Social Credit-partiet i Kanada bildas i Kanada.

## Födda
- 20 maj – José Mujica, Uruguays president 2010–2015.

## Avlidna
- 25 februari – Louis De Geer, Sveriges statsminister 1920–1921.
- 15 mars – Johan Ramstedt, Sveriges statsminister 14 april–2 augusti 1905.
- 12 maj – Józef Piłsudski, Polens president 1918–1922.
- 30 juli – François Denys Légitime, Haitis president 1888–1889.
- 10 december – Pió Romero Bosque, El Salvadors president 1927–1931.

### Fotnoter
1. ↑  ”Norway” (på engelska). World Statesmen. http://www.worldstatesmen.org/Norway.htm. Läst 2 augusti 2015.
2. ↑  ”United Kingdom” (på engelska). World Statesmen. http://www.worldstatesmen.org/United_Kingdom.html. Läst 1 augusti 2015.
3. ↑  ”Canada” (på engelska). World Statesmen. http://www.worldstatesmen.org/Canada.html. Läst 1 augusti 2015.
4. ↑  ”Philippines” (på engelska). World Statesmen. http://www.worldstatesmen.org/Philippines.htm. Läst 7 november 2012.
5. ↑  ”New Zealand” (på engelska). World Statesmen. http://www.worldstatesmen.org/New_Zealand.htm. Läst 1 augusti 2015.